# ナラカパーナ経
『ナラカパーナ経』（ナラカパーナきょう、巴: Naḷakapāna-sutta, ナラカパーナ・スッタ）とは、パーリ仏典経蔵中部に収録されている第68経。『那羅伽波寧村経』（ならかはねいそんきょう）、『娑鶏帝三族姓子経』（しゃけいていさんぞくしょうしきょう）とも。
類似の伝統漢訳経典としては、『中阿含経』（大正蔵26）の第77経「娑雞帝三族姓子経」がある。
釈迦が、ナラカパーナで新入りの比丘たちに仏法を説く。

## 構成

### 登場人物
- 釈迦
- 比丘たち

### 場面設定
ある時、釈迦はコーサラ国のナラカパーナに滞在していた。
その時、後の主要な仏弟子の一角となる多くの良家の出家者たちが出る。
釈迦は彼ら新しい比丘たちに、五蓋や四向四果などについて説く。
比丘たちは歓喜する。

## 日本語訳
- 『南伝大蔵経・経蔵・中部経典2』（第10巻） 大蔵出版
- 『パーリ仏典 中部（マッジマニカーヤ）中分五十経篇I』 片山一良訳 大蔵出版
- 『原始仏典 中部経典2』（第5巻） 中村元監修 春秋社